# SN 2007qz
SN 2007qz – supernowa typu Ia odkryta 5 listopada 2007 roku w galaktyce A210002+0049. W momencie odkrycia miała maksymalną jasność 22,40m.